# Złość

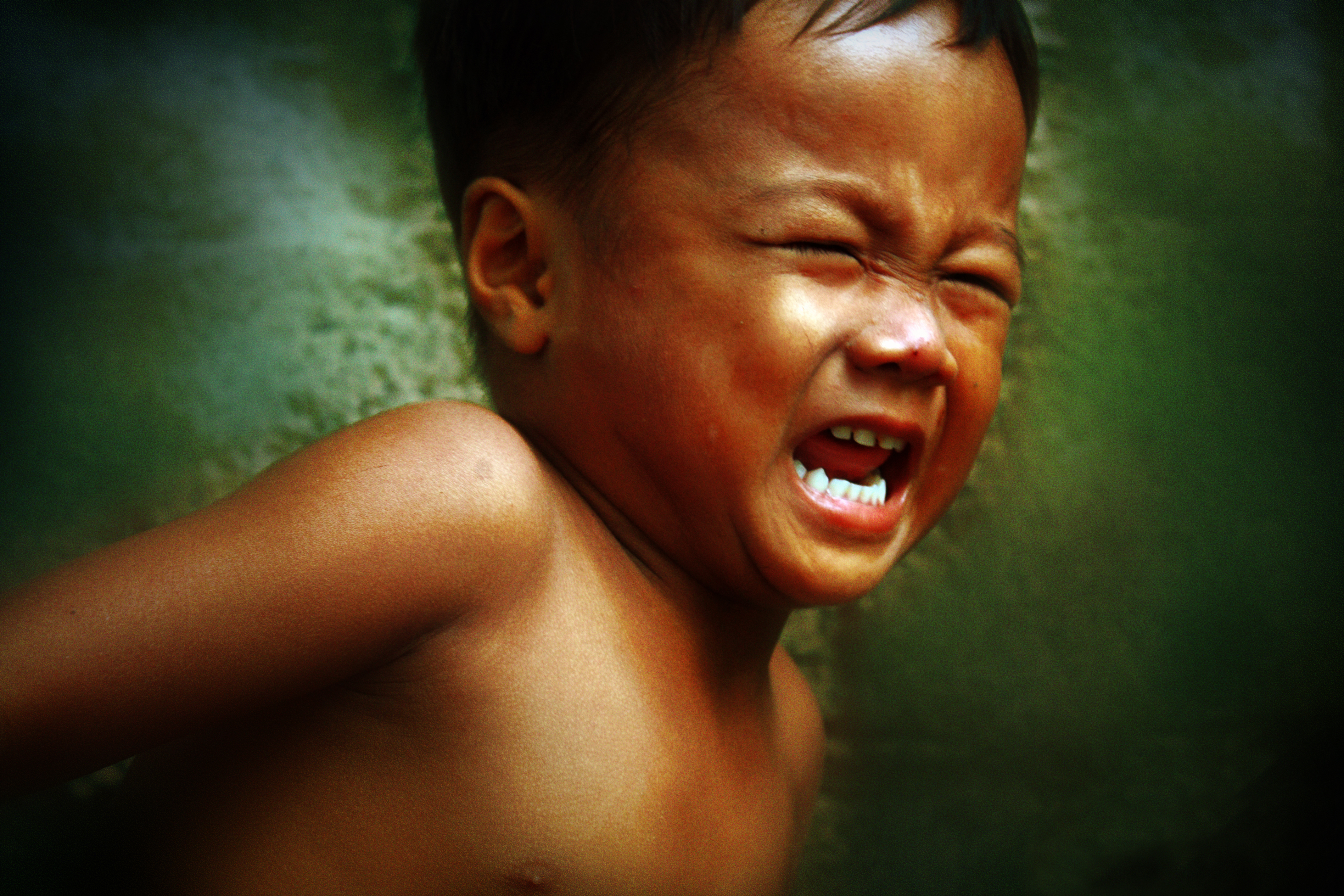
Dzieci często wyrażają złość krzykiem i płaczem

Złość – najczęściej powodowana strachem reakcja emocjonalna, która pojawia się, gdy zablokowane jest jakieś dążenie i następuje utrata poczucia kontroli. Złość jest często związana z powtarzającym się oddziaływaniem czynników stresogennych. Osoba narażona na działanie bodźców stresogennych, bez poczucia możliwości reakcji na nie może zaczynać reagować złością.
Złość wyrażana jest spontanicznie: krzykiem, gestami, czasem rękoczynami. Reagowanie złością jest często ucieczką od odpowiedzialności, wówczas gdy człowiekowi wydaje się, że jest niezdolny do rozwiązania trudności. Ludzie wpadają w złość również, gdy nie mają pewności o słuszności własnych poglądów, ale dopuszczają, że nie mają racji.
W przeciwieństwie do gniewu złość nie jest reakcją kontrolowaną. W złości krew napływa do rąk, dzięki czemu łatwiej jest chwycić za broń albo wymierzyć cios wrogowi. Wzmaga się rytm uderzeń serca i wydzielanie adrenaliny. Powoduje to przypływ energii wystarczającej do podjęcia dynamicznego działania.

## Funkcje złości
- komunikacyjna
- zakłócająca emocje
- frustracja – zablokowanie celów
- wyzbywanie się postaw